# Triplett, Missouri
Triplett är en ort i Chariton County i Missouri. Orten har fått sitt namn efter en av grundarna, J.E.M. Triplett.